# Pagode
Il pagode è un genere musicale nato a Rio de Janeiro, in Brasile, negli anni 1970. È un genere che comprende elementi di Samba.